# 영종구
영종구는 2026년 7월 1일 인천광역시 행정체제 개편에 따라 새로 신설되는 행정구역이다. 중구에서 분구될 예정이며 생활권상으로 영종도와 밀접한 연관이 있는 북도면의 경우 영종구 편입에 대한 여론이 일고 있다.

## 행정구역
- 1914년 : 행정구역 통폐합으로 부천군 영종면·용유면으로 개편.
- 1973년 : 부천군의 폐지로 옹진군에 편입.
- 1989년 : 영종면·용유면이 인천직할시 중구에 편입되어 행정동 및 출장소로 각각 개편.[1][2][3]
- 2003년 10월 13일 : 영종출장소와 용유출장소를 합쳐 영종용유출장소로 통합[4][5]
- 2006년 6월 5일 : 영종출장소·용유출장소 재분리
- 2016년 9월 5일 : 영종출장소·용유출장소를 영종용유지원단으로 확대개편하여 통합, 영종용유지원단에서 민원 사무 처리, 용유복합청사에 중구청 일부부서 배치
- 2019년 10월 17일 : 영종용유지원단을 인천 중구 제2청사로 승격.

## 교통
1988년 11월 14일 영종-용유 제방도로가 개통되어 제방도로에 의해 영종용유도의 도서가 제방으로 연결되었다. 이 제방도로의 흔적은 1990년대 간척 매립지는 행정동상으로는 용유 지역과 운서동에 나누어 편재되었지만 법정동이 일괄 운서동으로 편재된 것과 달리, 제방도로는 운서동과 용유도 지역인 남북동에 나누어 편재된 것에서 확인할 수 있다. 
1990년대에 간척 공사가 시행되어 완전히 하나의 섬의 모양을 띄게 되었고, 인천국제공항이 건설되었다. 인천국제공항고속도로, 인천대교, 인천국제공항철도가 개통되어 교통이 편리해졌으나, 아직도 무료 도로가 없다. 최근에는 청라동을 잇는 제3연륙교가 추진중이며 영종-강화 연도교의 일부인 영종-신도 연도교가 예타 면제로 확정되었다.

## 행정기관
인천영종소방서는 독립하여 북도면도 관할하고 있으며, 영종경찰서는 2025년 6월 개설 예정으로 공사가 진행 중이다. 인천 중구만을 관할하는 행정기관의 경우 2020년 3월 중구선거관리위원회를 영종으로 이전하라는 민원이 잇따라 접수됐다. 2022년 8월 인천광역시 행정체제 개편안이 발표되었으며 2026년 7월 중구의 영종지역이 영종구로 출범하는 것으로 확정되어 영종구 청사가 들어설 예정이다.

## 같이 보기
- 영종국제도시